# Serra de Los Filabres

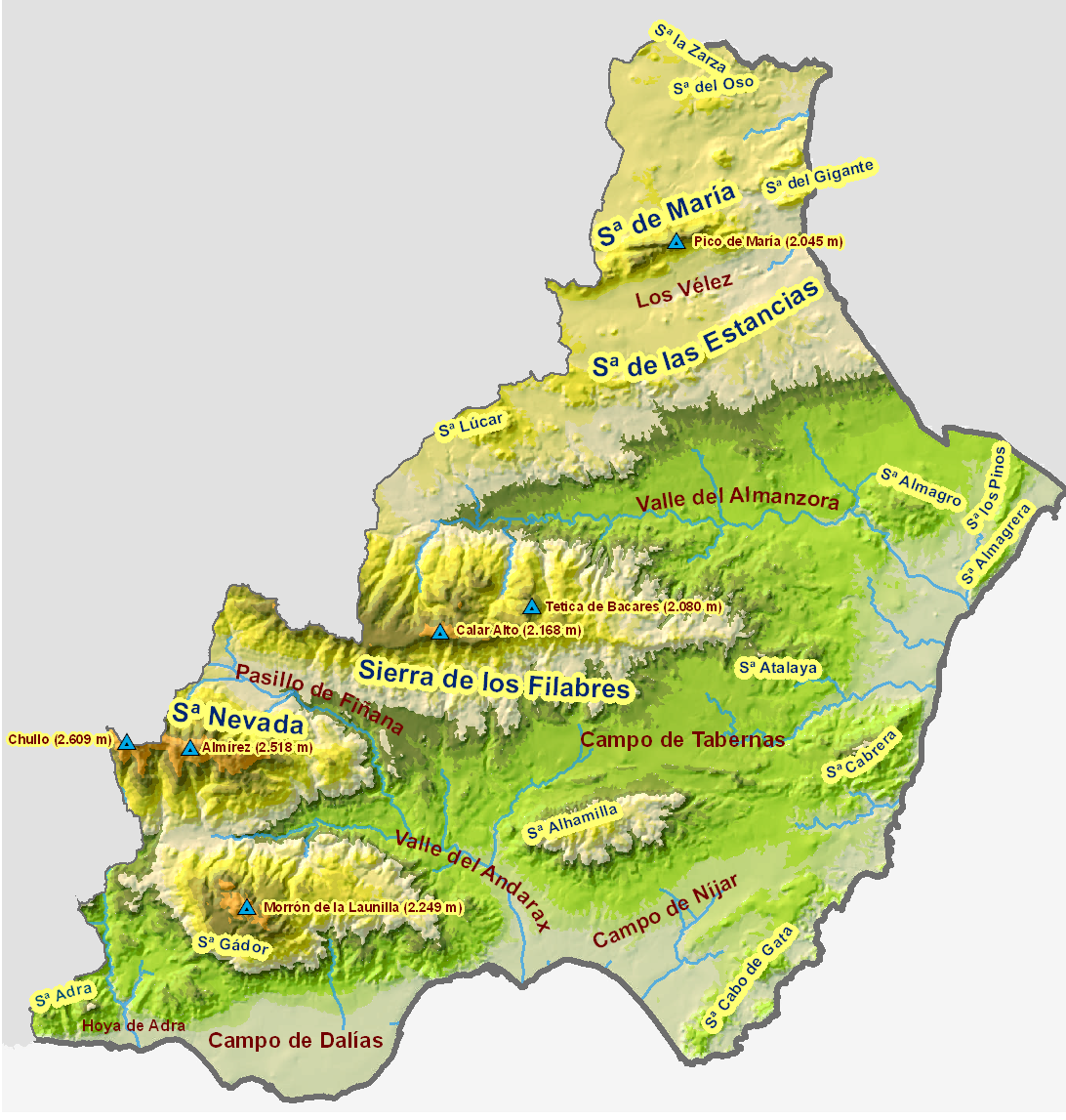
Localização da Serra de Los Filabres.

A Serra de Los Filabres (Sierra de Los Filabres) é a principal cadeia de montanhas na província de Almeria, uma vez que tem um comprimento de 63 km e uma largura de 28 km, com uma área total de 151.000 hectares, embora os pontos mais altos desta província não se encontram nestas montanhas, mas em Sierra Nevada. Ele forma a fronteira sul do Vale do Almanzora.

## Geografia
A Serra de Los Filabres e a Serra de Baza, de fato, formam um único maciço, mas com um nome diferente como a província, a segunda  está localizada inteiramente na província de Granada, abrangendo um total de 151 mil hectares ao longo de 63 km, que cruza Almeria.
Nas montanhas existem pedreiras de mármore no município de Macael.
Em Calar Alto, no município de Gérgal, está instalado o complexo astronômico hispano-alemão do Observatório de Calar Alto, em colaboração com o Instituto de Astrofísica da Andaluzia.
O município mais populoso da região é Macael com 6200 habitantes, os outros são: Albánchez, Alcóntar, Alcudia de Monteagud, Bayarque, Bacares, Benitagla, Benizalón, Chercos, Cóbdar, Gérgal, Laroya, Líjar, Serón, Sierro, Suflí e Tahal.

## Topografia
A altitude média do complexo é de 1.500 metros. Destacando alturas acima de 2.000 metros como Calar Alto, 2.168 m, Tetica de Bacares, 2.080 m ou Calar Gallinero, 2.049 metros acima do nível do mar.